# Cordia splendida
Cordia splendida är en strävbladig växtart som beskrevs av Friedrich Ludwig Diels. Cordia splendida ingår i släktet Cordia, och familjen strävbladiga växter. Inga underarter finns listade i Catalogue of Life.